# Војислав Дулић
Војислав Воја Дулић — Вуле (Брежане, 12. мај 1900 — Београд, 2. фебруар 1953) био је српски лекар, санитетски генерал-мајор, управник Главне војне болнице Југословенске армије. Као учесник Народноослободилачке борбе народа Југославије, носилац је Споменице 1941. У години смрти (1953) др Војислава Вулета Дулића, Национална болница у Пожаревцу донела је одлуку да њему у част наси назив Општа болница Пожаревац „Воја Дулић”.

## Биографија
Рођен је 12. маја 1909. године у селу Брежане, Пожаревачки срез, у коме је провео детињство и завршио основну школу. Када је завршио три разреда гимназије у Пожаревцу, почео је Први светски рат, због кога је морао да прекине даље школовање. У рату се заједно са оцем, браћом и осталом родољубивом омладином прикључује српској војсци у којој му је отац био редов, а стриц командант пука. Са српском војском која се повлачила преко Албаније, стигао је на јадранску обалу на којој се укрцао у савезнички брод за Корзику, одакле је потом отишао за Француску., где је у граду Поатијеу, са осталом српском омладином наставио је школковање.
По окончању Првог светског рата вратио се у Пожаревац где дипломира гимназију. Потом је наставио школовање на Медицинском факултет у Грацу и Београду на коме је допломирао школске 1931/32.године . Из Београда се као свршени лекар вратио у родни крај, где је радио као лекар опште праксе.
Због сарадње са тада илегалном Комунистичком Партијом Југославије ухапшен је 1937. године и у београдској Главњачи провео три месеца на издржавању казне..
По избијању Другог светског рата, од априла 1941. године до капитулације југословенске војске налазио се на дужности лекара Дринске дивизије.
У редове Крагујевачког партизанског одреда, ступио је 1941. године као одредски лекар. У току Народноослободилачког рата био је на дужностима референта санитета Прве и Друге пролетерске бригаде, Другог народноослободилачког корпуса и начелника санитета Главног штаба Србије.
По ослобођењу Београда постављен је за повереника народног здравља за Србију.
Од јула 1945. године до децембра 1946. године био је на дужности управника Главне војне болнице Југословенске армије, а од децембра 1946. до смрти 1953. године био је на служби у Генералштабу ЈНА као старији инспектор санитетске службе.
Био је народни посланик у Народној скупштини Републике Србије и потпредседник Главног одбора Црвеног крста Југославије.
Преминуо је у Београд, 2. фебруара 1953. године.

## Признања
За показану храброст, пожртвовање и успехе у руковођењу санитетском службом својих јединица у НОР-у одликован је
Орденом заслуге за народ првог реда
Орденом братства и јединства првог реда
Орденом Народне армије другог реда
Партизанском споменицом 1941.
Партизанском звездом другог реда
Орденом за храброст.
Њему у част Медицинска школа и Народна Градска болница у Пожаревцу носе његово име . У дворишту болнице при улазу са десне стране постављена је његова биста.